# Casanova: il duello della rosa nera
Casanova: il duello della rosa nera è un'avventura grafica del 2001 con protagonista il noto avventuriero Giacomo Casanova. Sviluppato dalla compagnia slovena Arxel Tribe e pubblicato dalla Wanadoo Edition, il gioco è uscito per Microsoft Windows il 1º giugno 2001.

## Trama
Venezia, epoca dell'Illuminismo. Giacomo Casanova viene convocato nella Serenissima insieme alla madre dal Duca Grimani, ma la loro nave volante viene attaccata dai Mongoli e la madre rimane uccisa insieme a tutto l'equipaggio; Giacomo si batte duramente contro i Mongoli e li decima, ma un losco figuro lo colpisce con un proiettile di balestra, facendolo cadere in acqua. Salvato da dei pescatori che lo portano dal Duca Grimani, Giacomo giura a sé stesso di trovare l'assassino della madre, ma si trova subito invischiato in una trama dove qualcuno intende sostituire la Repubblica con una dittatura, probabilmente guidata dagli stessi che hanno assalito la sua nave. Toccherà quindi a lui salvare la sua città dai soliti intrighi.

## Modalità di gioco
Il gioco consente al giocatore di muoversi tramite le frecce direzionali, mentre con il mouse si mira e si spara tramite la balestra. Il gioco contiene numerosi enigmi che si risolvono tramite oggetti dell'inventario e conversazioni dei personaggi, vari minigiochi presenti a piazza San Marco per ottenere denaro e popolarità e anche un'interfaccia basata sulla seduzione; quest'ultima è gestibile tramite quattro approcci diversi, ossia passionale, tenero, cinico e indecente, ognuno dei quali presenta conseguenze in termini punti galanteria, che rappresentano la popolarità di Casanova a Venezia.

## Accoglienza
Il sito web francese Jeuxvideo.com lo ha votato con un 12/20, giudicandolo originale in termini di ambientazione e fedele all'ambiente dell'epoca nonostante poco capace dal punto di vista tecnico rispetto ai suoi contemporanei. Il sito web SpazioGames.it lo ha invece votato con un 8/10, ritenendolo un titolo coinvolgente e tecnicamente superiore alla media, con una trama ben congegnata, ma anche una giocabilità migliorabile.